# Rorqual de Bryde
Balaenoptera edeni
Espèce
Synonymes
Balaenoptera brydei Olsen, 1913
Statut de conservation UICN

 LC  : Préoccupation mineure
Statut CITES
Le Rorqual de Bryde ou rorqual tropical (Balaenoptera edeni syn. Balaenoptera brydei) est un cétacé appartenant à la famille des Balaenopteridae. Le plus ancien fossile connu de ce rorqual a été retrouvé à Osaka (Japon) et date d'une période entre 6.800 et 2000 av. J.-C..

## Autres noms communs
- Baleinoptère de Bryde ;
- Rorqual d'Eden ;
- Rorqual tropical.

## Description
- Taille : mâle 12 à 14 m ; femelle 12,50 à 15,50 m ; 3,40 m à la naissance ; masse : jusqu'à 40 tonnes.

Le rorqual de Bryde est gris foncé avec le ventre blanc jaunâtre. Il présente deux évents au-dessus de la tête. On le confond parfois avec le rorqual boréal (Balaenoptera borealis) mais il s'en distingue par trois crêtes parallèles entre la pointe du museau et les évents.
Il peut plonger jusqu'à 300 mètres de profondeur.
C'est un animal solitaire ou vivant en couple.
Il communique avec des sons à basse fréquence qui ressemblent à des gémissements.

## Régime alimentaire
Le rorqual tropical se nourrit de petits poissons dont des anchois et des maquereaux, de crustacés pélagiques incluant des crabes et des crevettes, de krill et de calmars.
Il a sous la bouche de 40 à 70 plis qui lui permettent d'élargir sa bouche quand il se nourrit ; et ses 250 à 400 fanons, qui mesurent environ 40 cm, filtrent la nourriture.

## Répartition, habitat
Le long des côtes ou en haute mer dans les eaux tropicales et subtropicales de tous les océans (40°N - 40°S) où la température de l'eau est d'environ 20 °C.
On peut observer par exemple à la fin de la saison des pluies une cinquantaine de rorqual de Bryde au large de Bangkok, attirés par la grande quantité d'anchois à manger.

## Population
En 1975, on dénombre 20 000 individus.
Aujourd'hui, sa population est estimée de 90000 à 100000 individus. Quelques populations migrent de façon saisonnière.

## Menaces
Cette espèce est menacée par la pollution, les déchets plastiques ... et aussi par les bruits anthropiques, la chasse et les collisions avec les bateaux.